# Stawki (potok)
Stawki (ukr. Ставки) – potok na Ukrainie, która płynie w rejonie czortkowskim obwodu tarnopolskiego. Prawy dopływ Niczławy w dorzeczu Dniestru.
Źródło znajduje się w pobliżu wsi Pastusze. Długość 4,80 km.
Rzeka Stawki otrzymała swoją nazwę od tego, że płynie w pobliżu stawu Szmańkowskiego.